# Канцонетта
Канцоне́тта (итал. canzonetta, уменьш. от canzona — песня) в европейской музыке XVI—XVII веков — короткая вокальная пьеса на 3-6 голосов (чаще всего на 4 голоса) лирико-танцевального характера в моноритмической фактуре, редко с элементами имитационной полифонии.
Наибольший вклад внесли итальянские композиторы конца XVI — начала XVII вв.: О. Векки (автор 6 сборников канцонетт, первый был опубликован в 1580 году), Л. Маренцио, Ф. Анерио, К. Джезуальдо, К. Монтеверди и др. Словом «канцонетта» назывались также (например, у О. Векки и А. Банкьери) многоголосные песни в жанре баллетто.
Итальянская канцонетта (наряду с итальянским фобурдоном и многоголосными песенными формами — вилланеллой и фроттолой) активно способствовала формированию нового гомофонного склада и гармонической тональности. Подражания известны также в английской (Т. Морли), немецкой (Г. Л. Хаслер), испанской, нидерландской музыке барокко.
В XVIII веке словом канцонетта называли лирическую сольную песню, как, например, в сборнике Й. Гайдна «6 легких канцонетт» (1796). Изредка словом канцонетта называли также инструментальные сочинения (органные пьесы Д. Букстехуде, медленная часть скрипичного концерта П. И. Чайковского и др.).